# Сушево (Васиљево)
Сушево (мкд. Сушево) је насеље у Северној Македонији, у југоисточном делу државе. Сушево је у саставу општине Васиљево.

## Географија
Сушево је смештено у југоисточном делу Северне Македоније. Од најближег града, Струмице, насеље је удаљено 10 km северно.
Насеље Сушево се налази у историјској области Струмица. Насеље је положено на северозападном ободу плодног Струмичког поља, на месту где оно прелази у Радовишко поље ка северу. Надморска висина насеља је приближно 270 метара.
Месна клима је блажи облик континенталне због близине Егејског мора (жарка лета).

## Становништво
Сушево је према последњем попису из 2002. године имало 723 становника.
Претежно становништво у насељу су етнички Македонци (98%), а мањина су Турци (2%). Турци су до почетка 20. века чинили много већи удео становништва, али су се потом спонтано иселили у матицу.
| Националност | Становника |
| Македонци    | 707        |
| Албанци      | 0          |
| Турци        | 15         |
| Роми         | 0          |
| Цинцари      | 0          |
| Срби         | 0          |
| остали       | 01         |

Претежна вероисповест месног становништва је православље.